# Urbanova věž
Urbanova věž (slovensky Urbanova veža) v Košicích sloužila jako zvonice Dómu sv. Alžběty a byla postavena v 16. století. Zasvěcena je sv. Urbanovi – patronovi vinohradníků. 

## Historie
Věž vznikla jako renesanční stavba v 16. století. V roce 1628 ji manýristicky upravil prešovský stavitel Martin Lindtner. Zvon Urban o hmotnosti pět tun byl odlit v roce 1557 a je dílem zvonaře Františka Illenfelda.
K další úpravě věže došlo v roce 1775, kdy byla špice původní jehlancové střechy doplněna barokní cibulí s  kovovým patriarchálním křížem. Stavba čelila celkem třem požárům a musela být několikrát opravena. Po jejím obvodu byla přistavěna arkádová chodba a do zdí byly vsazeny náhrobní kameny z dómu a z blízkého středověkého hřbitova. Původní zvon Urban, těžce poškozený požárem v roce 1966, byl zpětně poskládán z jednotlivých úlomků a je dnes vystaven venku před věží. Kopii zvonu odlili mistři z Východoslovenských železáren a v září roku 1996 předali městu. Následně byl zvon zavěšen ve zvonovém patře věže.

V letech 2020–2021 prošla věž kompletní rekonstrukcí a kromě jiného získala novou bílou fasádu. Za přestavbou stojí iniciativa neziskové organizace Perly gotickej cesty (Perly gotickej cesty, n.o.). Finanční prostředky poskytla Evropská unie a košická samospráva.

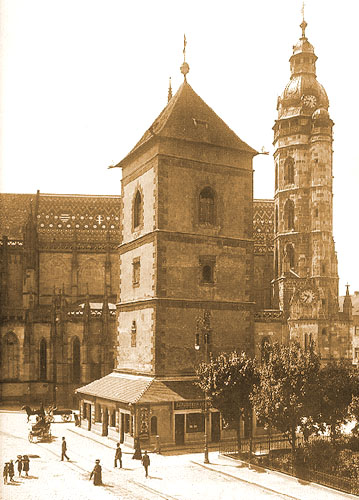
Podoba věže před rokem 1912
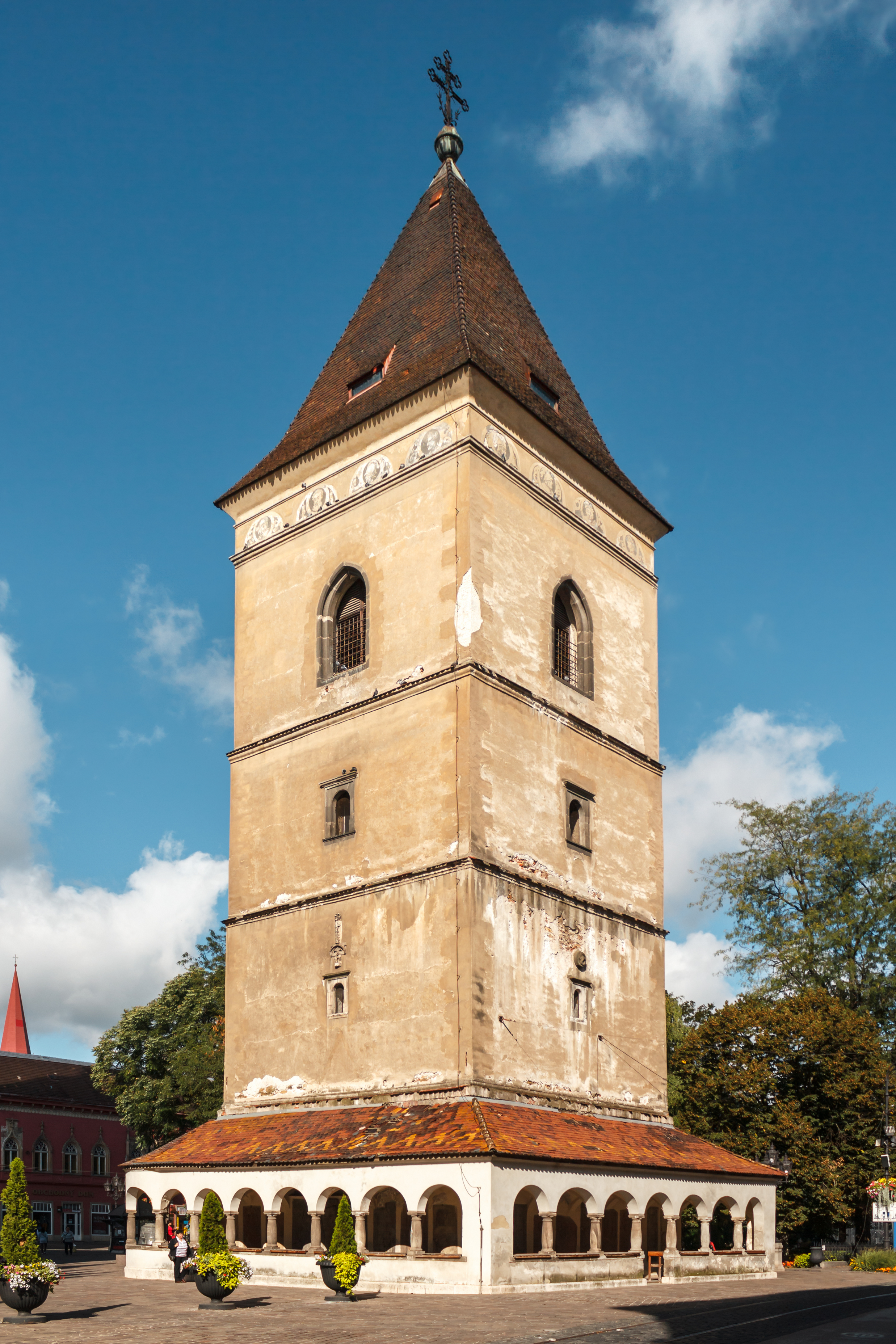
Věž před rekonstrukcí v roce 2017
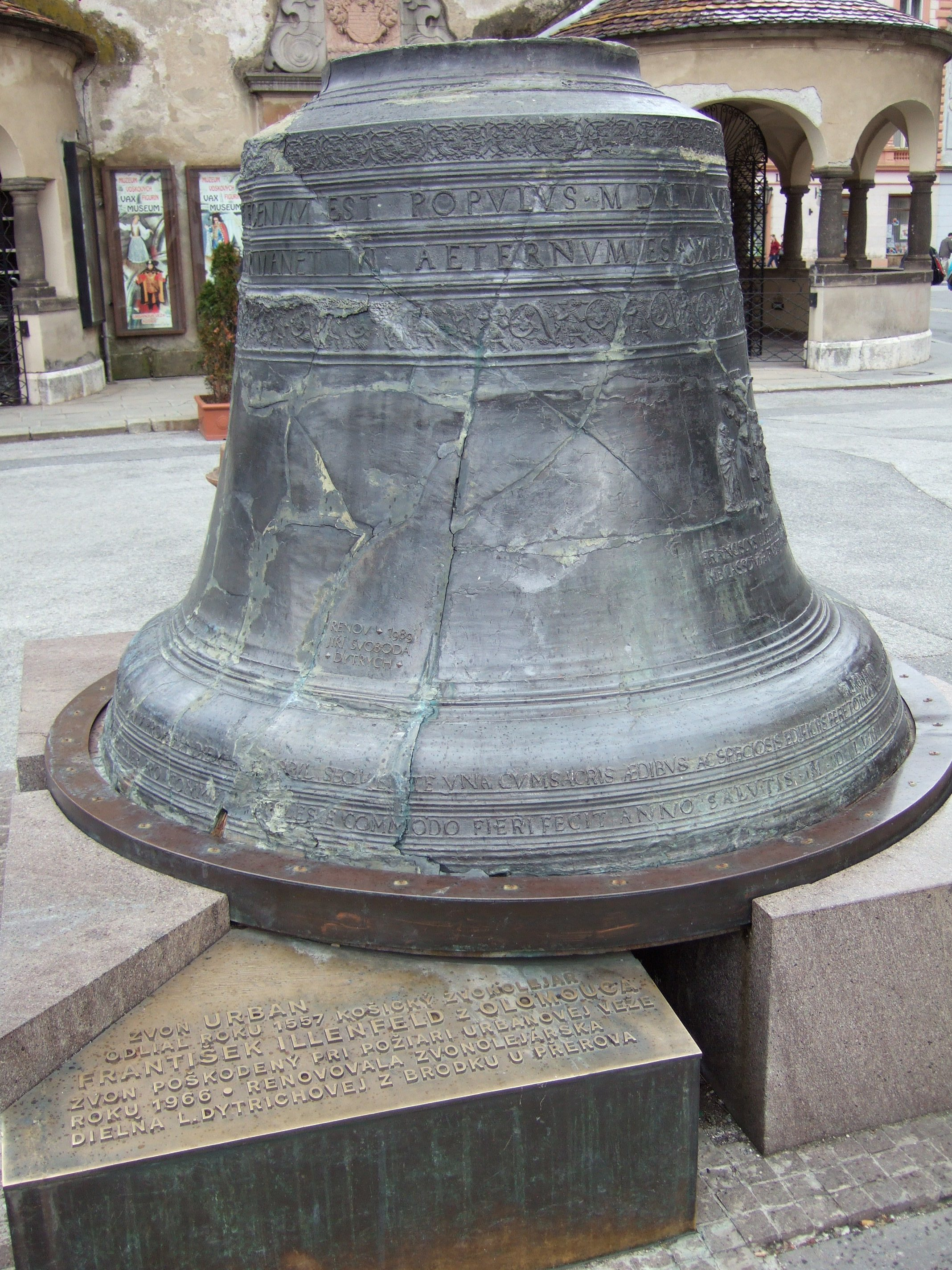
Původní zvon Urban z roku 1557 (snímek z roku 2006)